# (95959) Covadonga
(95959) Covadonga est un astéroïde de la ceinture principale.

## Description
(95959) Covadonga est un astéroïde de la ceinture principale. Il fut découvert le 28 septembre 2003 à La Cañada par Juan Lacruz. Il présente une orbite caractérisée par un demi-grand axe de 3,07 UA, une excentricité de 0,08 et une inclinaison de 6,4° par rapport à l'écliptique.

## Compléments